# Hebräer
Als Hebräer (hebräisch עִבְרִי ʿivri oder Iwri; aramäisch: hubroye) werden in der hebräischen Bibel frühe Angehörige der Israeliten, später auch ihre Nachfahren, die Juden, bezeichnet.

## Vorkommen des Wortes
Der Ursprung der Bezeichnung stammt aus der Tora (Gen 14,13 ). Erzvater Abraham wurde als erster Iwri genannt, weil er auf Geheiß Gottes vom anderen Ufer des Jordan nach Kanaan einwanderte. Später wurde Josef in Ägypten Iwri, ‚Hebräerjunge‘ genannt. Als Gruppe werden im Tanach die Israeliten in anderen Zusammenhängen auch Iwrim genannt.
Der Ausdruck kommt im Tanach / Alten Testament 33 (34) Mal vor. Fast immer verwenden Fremde das Wort gegenüber Israeliten oder diese gegenüber Fremden. Mit der Fremdbezeichnung wird immer eine Geringschätzung oder Verachtung, mit der Eigenbezeichnung Demut ausgedrückt.
In Gen 14,13  wird Abraham so genannt. Am häufigsten taucht der Begriff in der Josephgeschichte (Gen 39,14.17 ; 40,15 ; 41,12 ; 43,32 ) auf, um Joseph und seine Familie gegenüber den Ägyptern als aus Syrien-Palästina stammende Ausländer zu charakterisieren. In der Überlieferung vom Auszug aus Ägypten (Ex 1,15.16.19 ; 2,6.7.11.13 ; 3,18 ; 5,3 ; 7,16 ; 9,1.13 ; 21,2 ; Dtn 15,12 ) wird „Hebräer“ meist synonym zu „Israeliten“ gebraucht. Gegenüber dem Pharao stellt Mose JHWH als „Gott der Hebräer“ vor (z. B. Ex. 3,18). Auch in den Kämpfen mit den Philistern erscheint „Hebräer“ als geringschätzige Bezeichnung der Philister für ihre Gegner (1 Sam 4,6.9 ; 13,3.7*.19 ; 14,11.21 ; 29,3 ).
In Jer 34,9.14  ähnlich wie in Ex 21,2  und Dtn 15,12  ist „Hebräer“ ein Attribut von עֶבֶד ‚Arbeiter, Sklaven‘. Nicht gesichert ist das Vorkommen des Wortes in Jona 1,9 , dessen griechische Version der Septuaginta „Knecht des Herrn“ (hebräisch עֶבֶד יהוה altgriechisch δοῦλος Κυρίου) liest.

## Herkunft und Bedeutung
Weder die Etymologie noch die genaue Bedeutung des Ausdrucks in der Bibel sind gesichert. Einige Lexika bringen das Wort mit dem Namen des Stammvaters Eber (עֵבֶר, Gen 10,24–25 ; 11,14–17 ), der in der Wendung „die Söhne Ebers“ (בְּנֵי־עֵבֶר, Gen 10,21 ) eine ethnische Zugehörigkeit andeutet, in Verbindung.
Für einige vermutlich nachexilische Belegstellen (Gen 14,13 ; Jona 1,9  und vielleicht Dtn 15,12 ) wurde eine Verwendung von „Hebräer“ als Synonym für „Israelit“ angenommen. Für Ex 21,2 , Jer 34,9  und vielleicht Dtn 15,12  beziehen manche Exegeten das Wort auf Sklaven auf Zeit oder Schuldensklaven, das ihren Rechtsstatus ausdrückt.
Viele Exegeten und Altorientalisten nehmen einen Zusammenhang zwischen der biblischen Konsonantenfolge HBR und dem Wort ʿApiru / Ḫabiru an, auch wenn sie eine direkte Ableitung für unwahrscheinlich halten. Als ʿApiru (akkadisch) oder ʿpr(w) (ägyptisch) bezeichneten einige Texte der späten Bronzezeit aus Amarna, Ugarit, Kanaan und Ägypten verschiedene Menschengruppen, die außerhalb der Gesellschaftsordnung standen und sich aus Not in Abhängigkeitsverhältnisse als Söldner oder Arbeiter begeben oder ein Leben als Banditen führten. Vorwiegend gilt der Ausdruck als abwertende Bezeichnung eines gesellschaftlichen Status.
Viele Bibelhistoriker nehmen an, dass ʿApiru-Elemente im Zuge der archäologisch nicht belegbaren Landnahme im späteren Israel aufgegangen sind. Einige halten es für möglich, dass allmählich eine Verschiebung zur ethnischen Bedeutung stattfand: So könne die Verwendung des Worts „Hebräer“ im Buch Exodus (z. B. Ex 2,11.13 ) eine Erinnerung daran bewahren, dass die Vorfahren Israels als ʿApiru galten. Roland de Vaux interpretierte beide Ausdrucke ʿApiru und „Hebräer“ als ethnische Bezeichnung für Gruppen, die von der Wüste ins Kulturland vorgedrungen waren.
In hellenistischer Zeit wurde „Hebräer“, aus dem palästinischen Aramäisch (עבראיא ʿebrāyā) ins Griechische als Ἑβραῖοι übertragen, manchmal als Volksbezeichnung für Israeliten oder Juden verwendet. In dieser Bedeutung erscheint der Begriff dreimal im Neuen Testament: Einmal dient er in Apg 6,1  zur Unterscheidung von den griechischsprachigen Juden und zweimal benutzt Paulus ihn als Selbstbezeichnung (2 Kor 11,22  und Phil 3,5 ). Zudem ist der sogenannte Hebräerbrief in vielen Handschriften mit An die Hebräer überschrieben.
Das aramäische Wort ʿebrāyā bedeutet ins Deutsche übersetzt so viel wie „Die Angekommenen“. Womöglich nannte man die Hebräer so, da sie laut dem alten Testament von Gott auserwählt wurden, um in das verheißene Land (heutiges Israel) zu gelangen.
Eingebürgert in der späteren Tradition ist die aus dem rabbinischen Judentum stammende Benennung „hebräische Sprache“ (לשׁון עברית) für die Sprache der Bibel und für große Teile der rabbinischen Literatur.

## Heutige Bedeutung
Spätestens seit dem 18. Jahrhundert wurde der Begriff Hebräer in Deutschland als gleichbedeutend mit „Jude“ benutzt, auch in Anlehnung an die vorherrschende Annahme, Juden seien ein „morgenländisches“ Volk; die Benutzung des Wortes „Hebräer“ anstelle des oft als abwertend empfundenen „Jude“ wurde im 19. Jahrhundert in vielen Ländern Europas und dann auch in Nordamerika propagiert.
Innerhalb der zionistischen Bewegung des frühen 20. Jahrhunderts erlangte das Wort Iwri oder Hebräer Popularität als Bezeichnung des „neuen Juden“, den der Zionismus schaffen wollte, in einer bewussten Abgrenzung von religiösen jüdischen Traditionen und Riten und als Mitglied eines als säkular verstandenen neuen Volkes.  Der Begriff ist heute in Israel nicht mehr gebräuchlich.
Von „Iwri“ wurde in verschiedenen Sprachen die Bezeichnung für Juden abgeleitet, so etwa das russische Jewrej, das italienische Ebreo und das rumänische Evreu.